# Folket i Simlångsdalen (roman)
Folket i Simlångsdalen är en roman i två delar från 1903 av Fredrik Ström (1880–1948). Romanen utspelar sig i Simlångsdalen i södra Halland med fiktiva historier. De två volymerna har undertitlarna [1] Sig Folkesons historia, och [2] Marit Vankelmods öde.
Orten, som handlingarna utspelar sig i, hette vid romanens tillkomst Breared, och namnet Simlångsdalen skapade Fredrik Ström från namnet på sjön – Simlången – som är belägen i dalgången intill samhället. Senare, omkring 1912, ändrades ortnamnet officiellt till just Simlångsdalen baserat på Fredrik Ströms roman. 
Volym 1 har som huvudperson den kraftfulle Sig Folkeson, som bygger upp sin makt och sina tillgångar genom hårt och målmedvetet arbete, men också med delvis hänsynslöst handlande. Volymen behandlar också olika fiktiva karaktärer i bygden, inte minst personer som utmanar Sig Folkeson om makt och inflytande. Sig Folkesons dotter Ingrid gifter sig mot faderns önskan med Sven Brand, gästgivarens son. Sig Folkessons oäkta dotter Marit, halvsyster till Ingrid, och kallad Marit "Vankelmod", spelar också en roll i Volym 1, som slutar med att Sig Folkesson erkänner faderskapet till Marit och bosätter sig avsides tillsammans med henne på en mindre gård inne i skogen.
Volym 2 behandlar Sig Folkessons undandragande och död, olika konflikter i dalen, samt Marit Vankelmods växande problem med falska rykten, skvaller och svek. Flera dramatiska händelser med män i hennes närhet utspelar sig och det stöd hon haft från sin syster Ingrid bryts också. Hon finner till sist en vän och partner i jägaren, diktaren och vissångaren Jörgen Ödman, men rykten och svek fortsätter att förfölja henne, slutligen med mycket tragiska konsekvenser för både henne och Jörgen Ödman.
Fredrik Ström, som bara var 22-23 år när Folket i Simlångsdalen skrevs, hade påverkats av Selma Lagerlöfs författarskap och jämförelser kan göras till exempel med Gösta Berlings saga från 1891.
Handlingen i Fredrik Ströms romansvit Rebellerna, utgiven 1926–1929, knyter i vissa stycken an till Folket i Simlångsdalen.
Två filminspelningar har gjorts baserade på romanen, Folket i Simlångsdalen från 1924 i regi av Theodor Berthels och Folket i Simlångsdalen från 1947 i regi av Åke Ohberg.